# Schönbrunn metróállomás

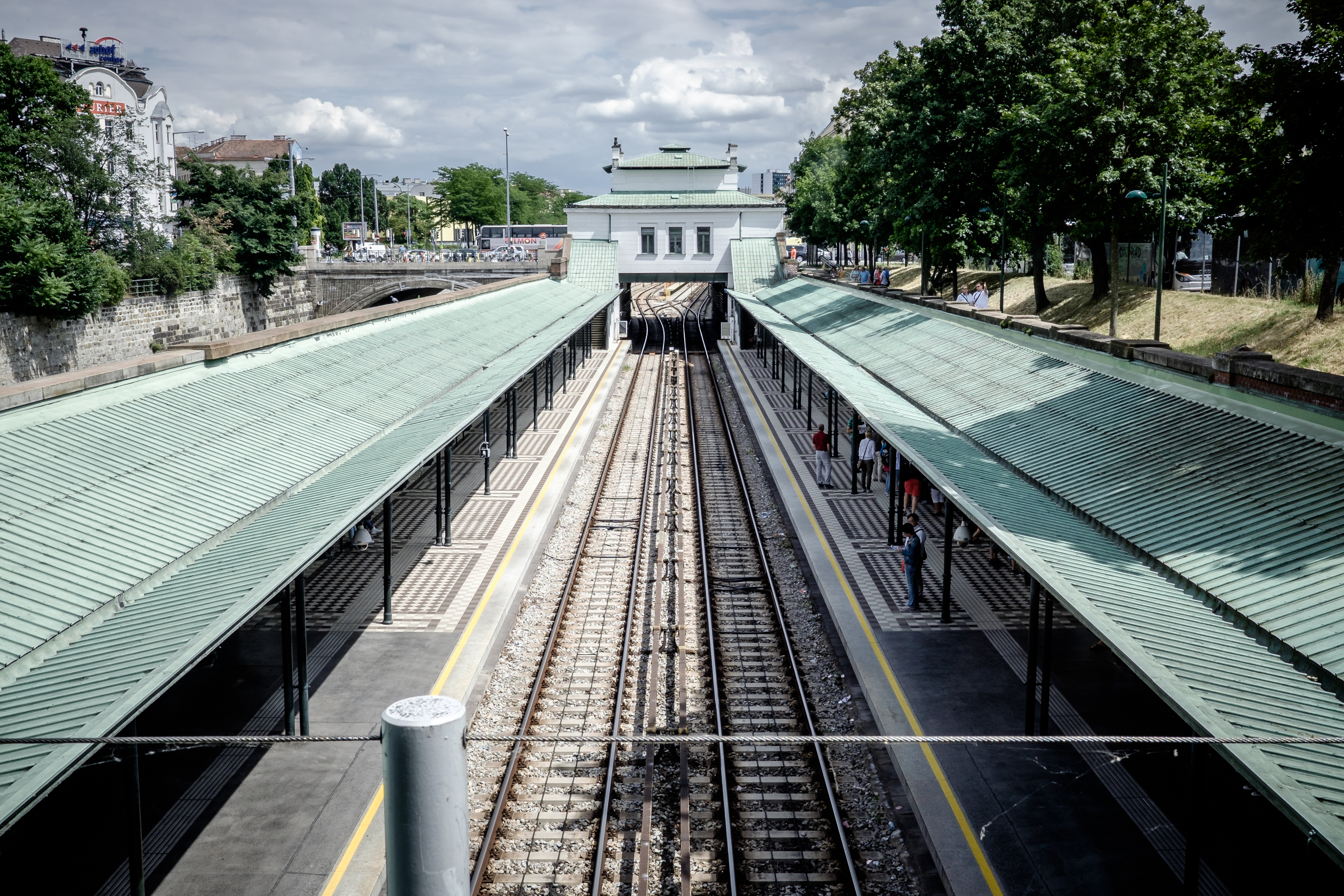
A megálló peronjai az egyik átjáróhíd felől nézve. A kép bal oldalán a Wien folyó medre van.

A Schönbrunni metróállomás egy bécsi metróállomás az U4-es vonalon Hietzing és Meidling Hauptstraße megállók között. Nevét a közelében álló Schönbrunni kastélyról kapta, mely Bécs egyik fő nevezetessége.
A megálló eredetileg a Stadtbahn számára épült. A megállót 1898-ban nyitották meg a kor stílusának megfelelően. A padlóburkolat négyzet alakú díszkövek, a tető pedig zöldre festett állomási perontető. 1925-ben a gőz vontatást villamosvontatással váltották fel. Innentől kezdve 1981-ig az elektromos Stadtbahn használta a megállót. Jelenleg a kor színvonalának megfelelő metró jár erre az állomás azonban megőrizte eredeti stílusát, kinézetéhez nem nyúltak hozzák komolyabban. Kisebb változtatás volt például, hogy liftekkel akadálymentesítették. A megállót 2008-ban felújították, többek között kicserélték a sérült padlóburkolatokat.

## Jellemzője
A megálló kétvágányos, liftekkel akadálymentesített, és a peron nagy része fedett. A keleti végén Meidling Hauptstraße felé hosszú kihúzóvágány található. A vonatok visszafogására lehetőség van. A megálló a talaj szintjétől alacsonyabban van, de a vágányok a külvilág felé nyitottak.
| U4 (Heiligenstadt ↔ Hütteldorf) |                        |                         |
| Állomás                         | Átszállási kapcsolatok | Fontosabb létesítmények |
| Schönbrunn                      | 10A N60(Éjszakai)      | Schönbrunn              |

## Galéria

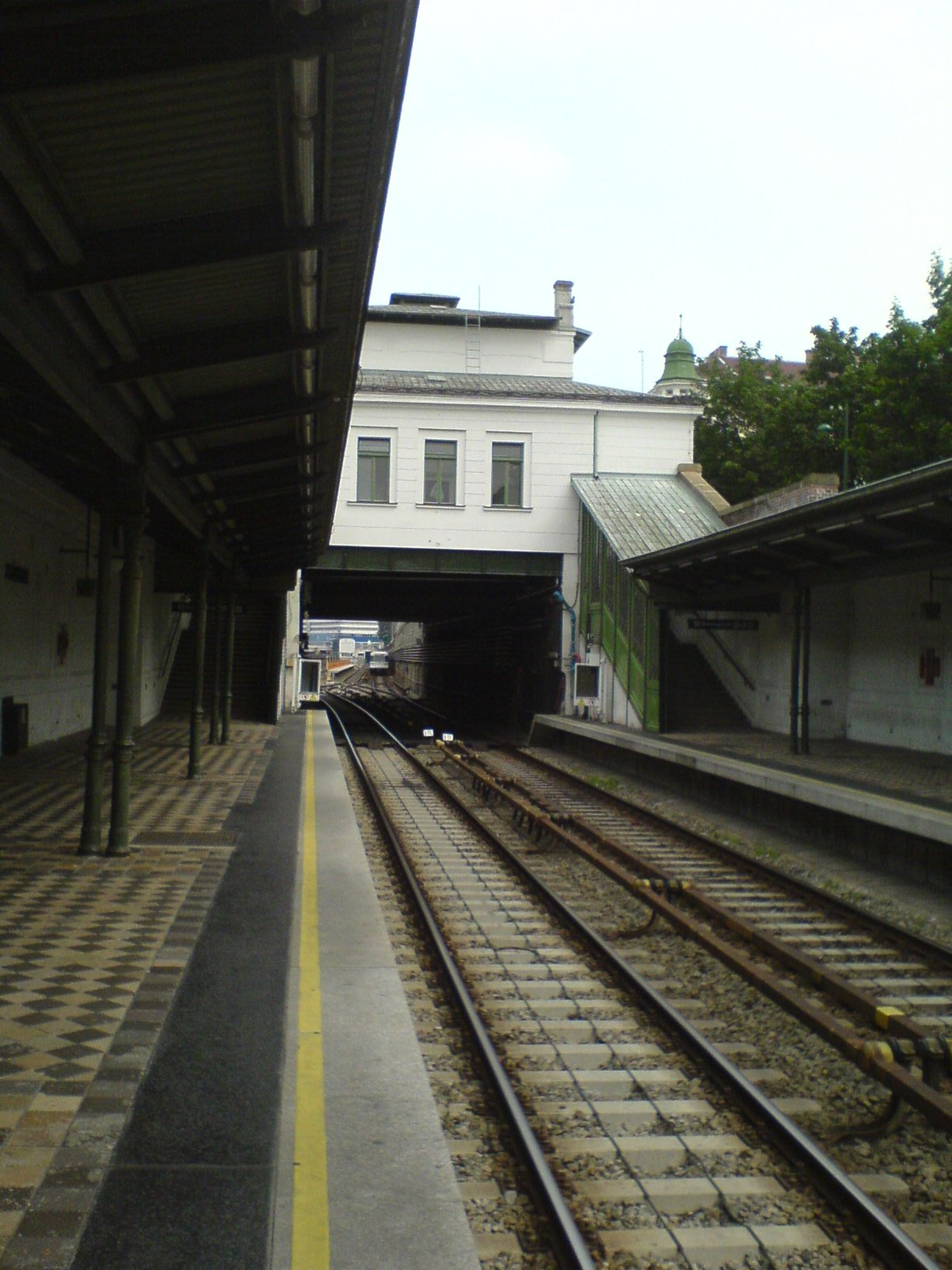
Hangulatos peronok
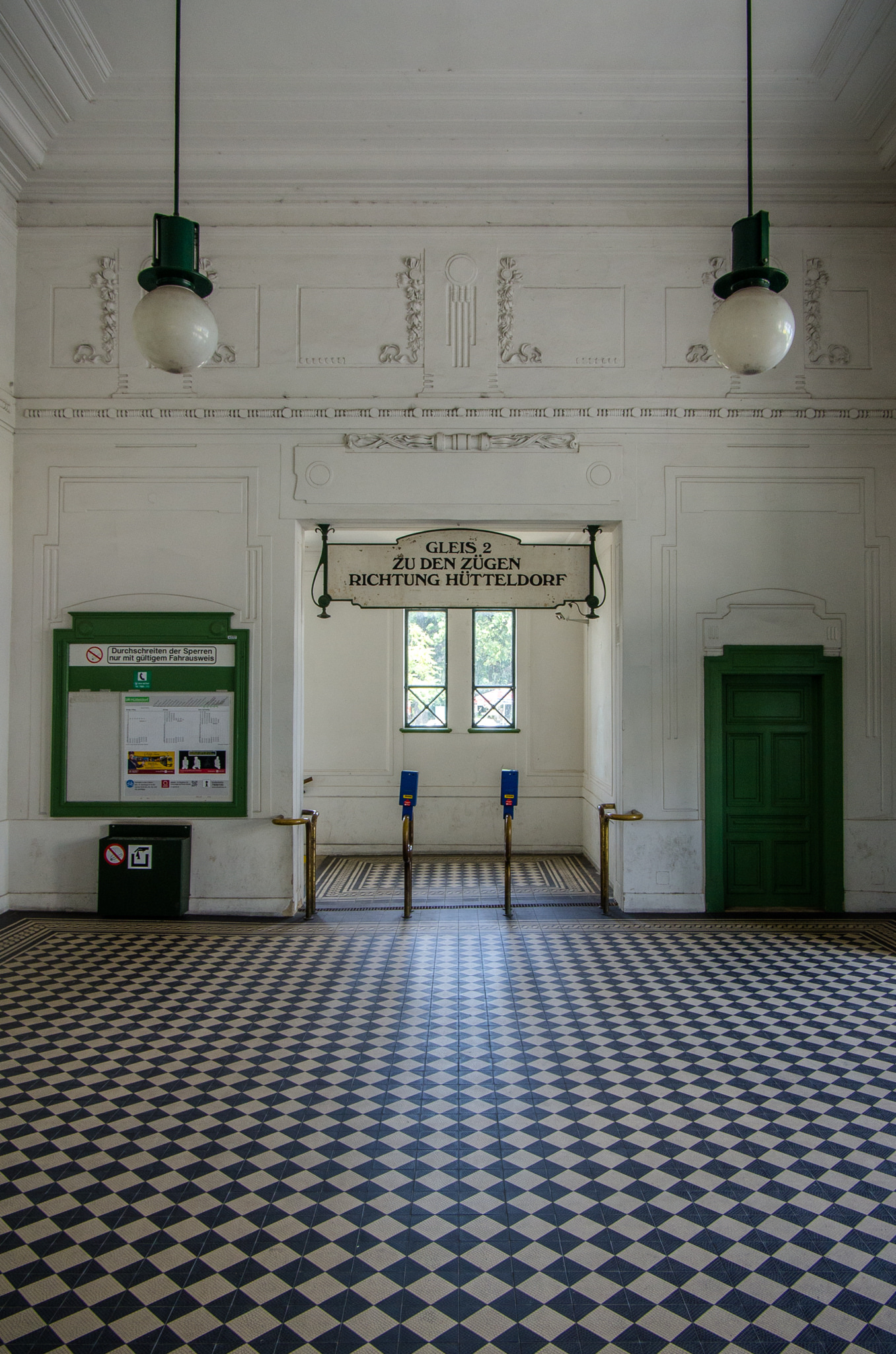
Az állomás máig megőrizte a vasútállomás hangulatát
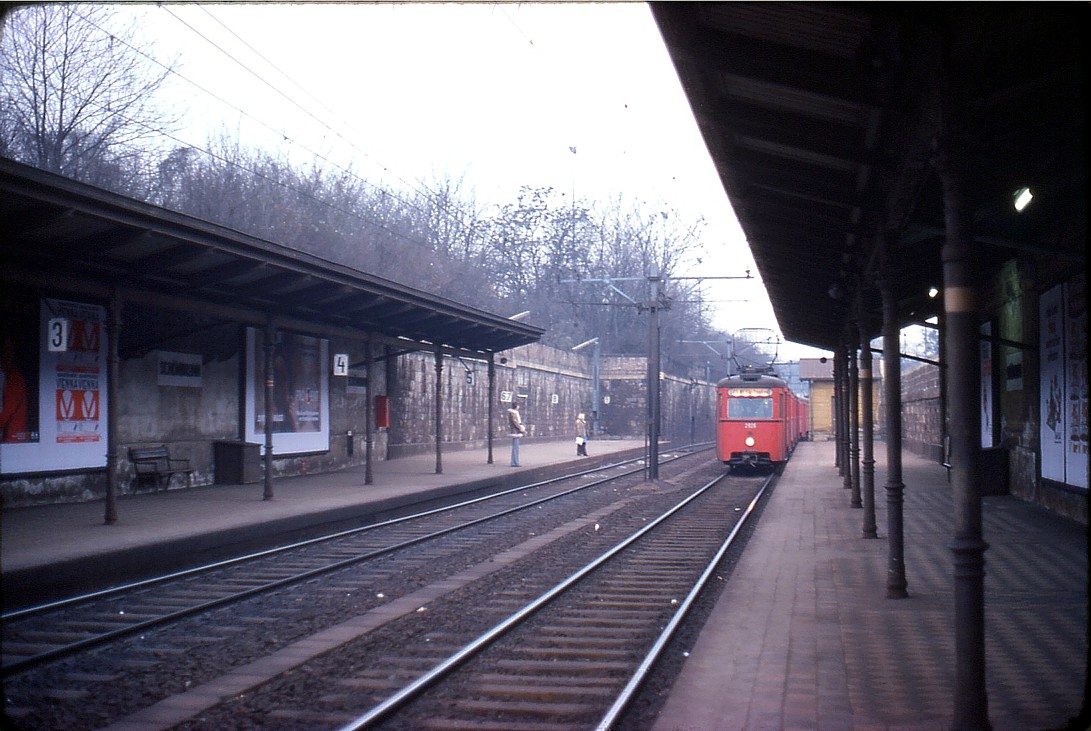
1978 Elektromos Stadtbahn-nal
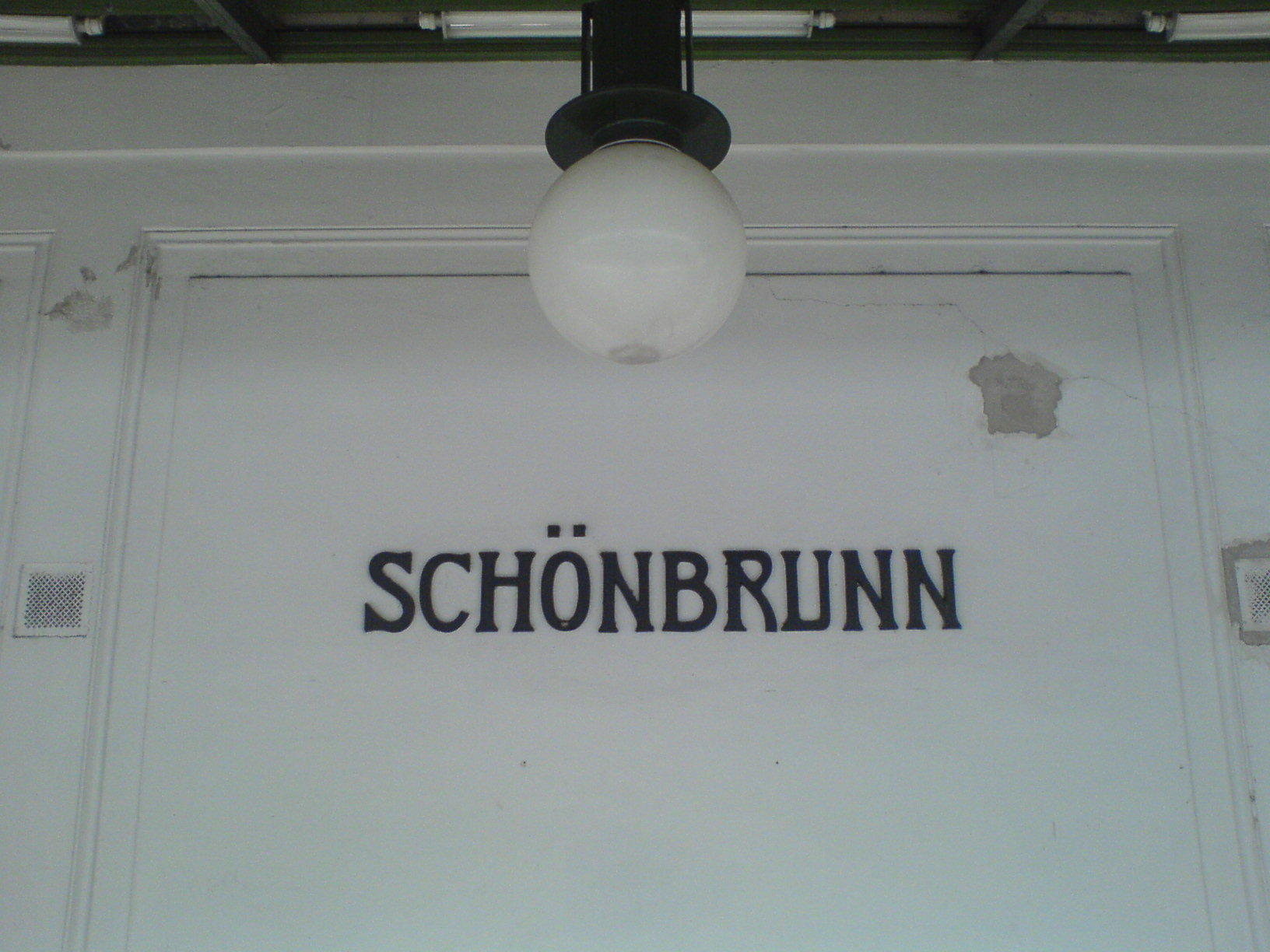
A falon lévő betűkből kirakott állomásnév
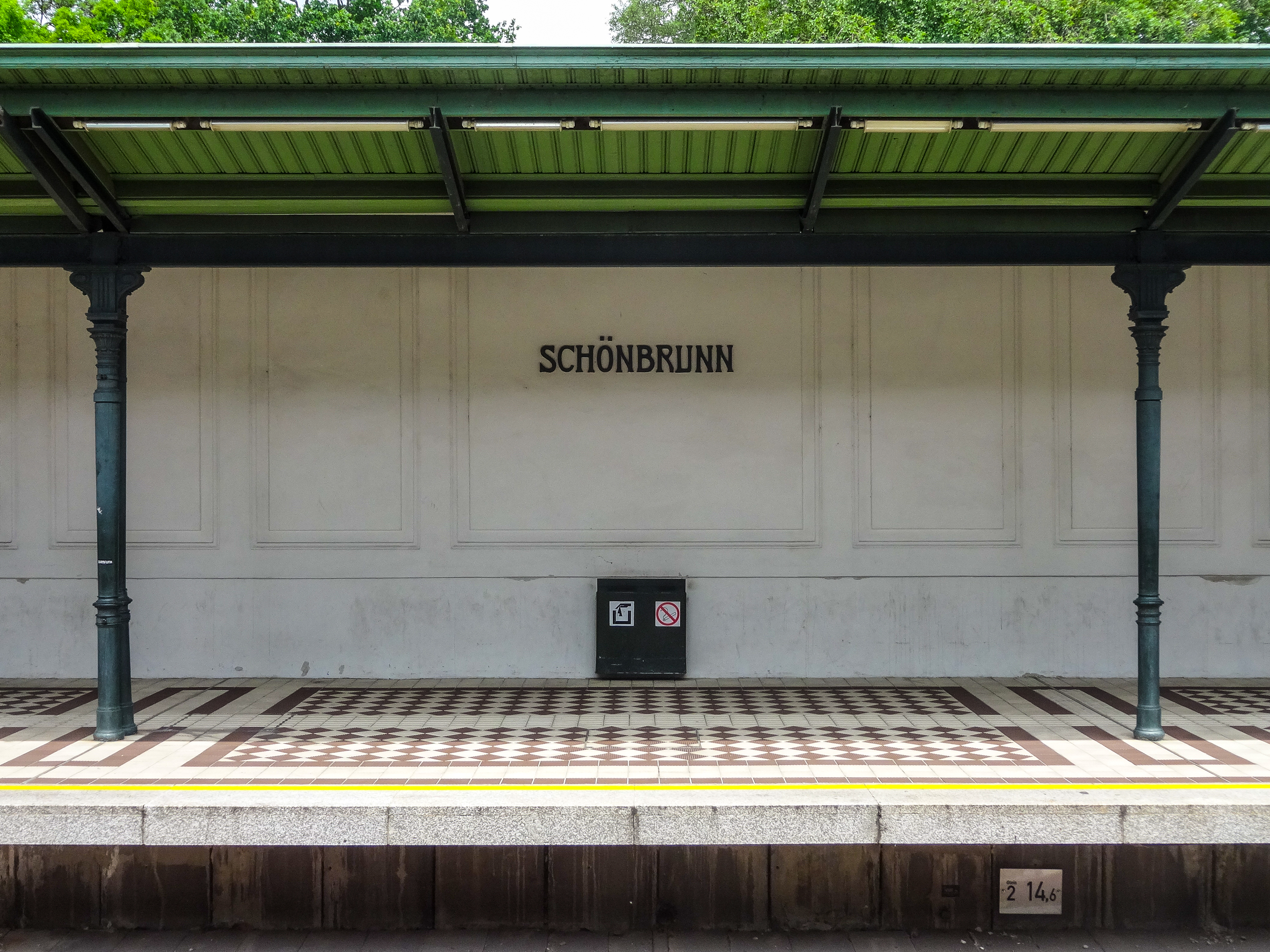
Schönbrunn állomás peronja. 2016. június

## Fordítás
- Ez a szócikk részben vagy egészben  az   U-Bahn-Station Schönbrunn című német Wikipédia-szócikk fordításán alapul.  Az eredeti cikk szerkesztőit annak laptörténete sorolja fel. Ez a jelzés csupán a megfogalmazás eredetét és a szerzői jogokat jelzi, nem szolgál a cikkben szereplő információk forrásmegjelöléseként.